# Glypta canadensis
Glypta canadensis là một loài tò vò trong họ Ichneumonidae.